# Grallaricula
Grallaricula  es un género de aves paseriformes perteneciente a la familia Grallariidae, anteriormente incluido en la familia Formicariidae. Agrupa a especies nativas de la América tropical (Neotrópico), donde se distribuyen desde Costa Rica, por América Central y del Sur, al este hasta el norte y tepuyes de Venezuela y al sur hasta el sureste de Perú y norte de Bolivia, principalmente a lo largo de los Andes. A sus miembros se les conoce por el nombre común de ponchitos, y también gralaritas o tororoiés.

## Etimología
El nombre genérico femenino «Grallaricula» es un diminutivo del género Grallaria, del latín «grallarius»: caminante zancudo; significando «pequeño caminante zancudo.

## Características
Las aves de este género son muy pequeñas, midiendo entre 10 y 11,5 cm de longitud, de patrones de plumaje generalmente atractivos. Se encuentran en el interior de selvas montanas, donde son notablemente inconspícuo, diferente de los otros géneros de gralláridos. Raramente descienden al suelo y algunas veces mueven su cuerpo de lado a lado, mientras mantienen sus patas estacionarias. Muchos habitan en áreas de distribución notablemente pequeñas, y algunos de éstos parecen ser genuinamente raros, mismo que en su hábitat adecuado. Algunas especies son muy vocales, mientras otras lo son mucho menos.

## Lista de especies
Según las clasificaciones del Congreso Ornitológico Internacional (IOC) y Clements Checklist/eBird v.2019,  el género agrupa a las siguientes especies con el respectivo nombre popular de acuerdo con la Sociedad Española de Ornitología (SEO), u otro cuando referenciado:
| Imagen | Nombre científico                | Autor                                | Nombre común           | EC (*) |
| ------ | -------------------------------- | ------------------------------------ | ---------------------- | ------ |
|        | Grallaricula flavirostris        | (P.L. Sclater, 1858)                 | ponchito ocráceo       | NT     |
|        | Grallaricula loricata            | (P.L. Sclater, 1857)                 | ponchito lorigado      | NT     |
|        | Grallaricula cucullata           | (P.L. Sclater, 1856)                 | ponchito encapuchado   | VU     |
|        | Grallaricula peruviana           | Chapman, 1923                        | ponchito peruano       | NT     |
|        | Grallaricula ochraceifrons       | Graves, O'Neill & Parker, T.A., 1983 | ponchito frentiocre    | EN     |
|        | Grallaricula ferrugineipectus    | (P.L. Sclater, 1857)                 | ponchito pechicastaño  | LC     |
|        | Grallaricula leymebambae         | Carriker, 1933                       | ponchito de Leymebamba | LC     |
|        | Grallaricula nana                | (Lafresnaye, 1842)                   | ponchito enano         | LC     |
|        | Grallaricula (nana) kukenamensis | Chubb, 1918                          | ponchito guayanés      | NE     |
|        | Grallaricula cumanensis          | Hartert, 1900                        | ponchito de Sucre      | VU     |
|        | Grallaricula lineifrons          | (Chapman, 1924)                      | ponchito medialuna     | LC     |

(*) Estado de conservación

## Taxonomía
La especie G. leymebambae, que se distribuye por los Andes desde el sur de Ecuador hasta el noroeste de Bolivia,  ya era considerada como especie separada de G. ferrufineipectus por Ridgely & Tudor (2009), por Aves del Mundo (HBW) y por Birdlife International (BLI) con base en diferencias morfológicas, de plumaje y vocales. Los análisis genéticos presentados por Van Doren et al. (2018) demostraron que está hermanada con G. lineifrons y que ambas están hermanadas con G. flavirostris, por lo tanto más distantes de la propia G. ferrugineipectus. Esto fue también confirmado por datos morfométricos y de vocalización. La separación fue aprobada en la Propuesta N° 784 al Comité de Clasificación de Sudamérica (SACC),
La especie G. cumanensis fue separada de G. nana, siguiendo los estudios biométricos, de plumaje y de voz de Donegan (2008), lo que fue aprobado por la Propuesta N° 421A al SACC. En la Parte B de la misma propuesta, siguiendo también los estudios de Donegan (2008), se rechazó la elevación de G. nana kukenamensis, subespecie de los tepuyes del sureste de Venezuela y oeste de Guyana, aguardando más evidencias vocales.